# パク・チョンス (女優)
パク・チョンス（漢字: 朴貞洙、ハングル: 박정수、ラテン翻字: Park Jung-soo、1953年6月1日 - ）は大韓民国の女優。血液型はA型。身長164cm、体重45キロ。日本ではパク・ジョンスの表記も用いられる。

## 経歴
徳成女子大学校製薬学科入学後経営学科に編入・卒業。1972年MBC公開採用タレント5期に合格。1974年にMBCタレント演技賞で新人賞を受賞したが、翌1975年、結婚に伴い女優業を引退、1992年より芸能界に復帰した。
趣味は旅行、手芸、映画鑑賞。

## 出演作品
本節中に記載された作品は、個別に注釈がない場合、およびに基づく。

### 映画
| 年   | タイトル                    | 原題          | 役名           | 備考     |
| ---- | --------------------------- | ------------- | -------------- | -------- |
| 1990 | 南部軍 愛と幻想のパルチザン | 남부군/南部軍 | ミョンジャ同志 |          |
| 1991 | コリアンボーイ              | 코리언 보이   |                |          |
| 1992 | 息子と恋人                  | 아들과 연인   |                |          |
| 1993 | アダムが目覚めるとき        | 아담이 눈뜰때 |                |          |
| 1996 | チェンジ                    | 체인지        | ウンビの母     |          |
| 1998 | セブンティーン              | 세븐틴        | イェジンの母   |          |
| 1999 | 会う時まで                  | 만날 때까지   | チェ女史       |          |
| 2002 | 魔法の性                    | 마법의 성     | チヘの母       |          |
| 2005 | 逆転の名手                  | 역전의 명수   | 母             |          |
| 2006 | 京義線                      | 경의선        | ハンナの母     | 特別出演 |
| 2008 | 花影                        |               | ソン・ユナ     | 日本制作 |
| 2009 | 国家代表!?                  | 국가대표      | 富豪の妻       | 特別出演 |